# Antisara

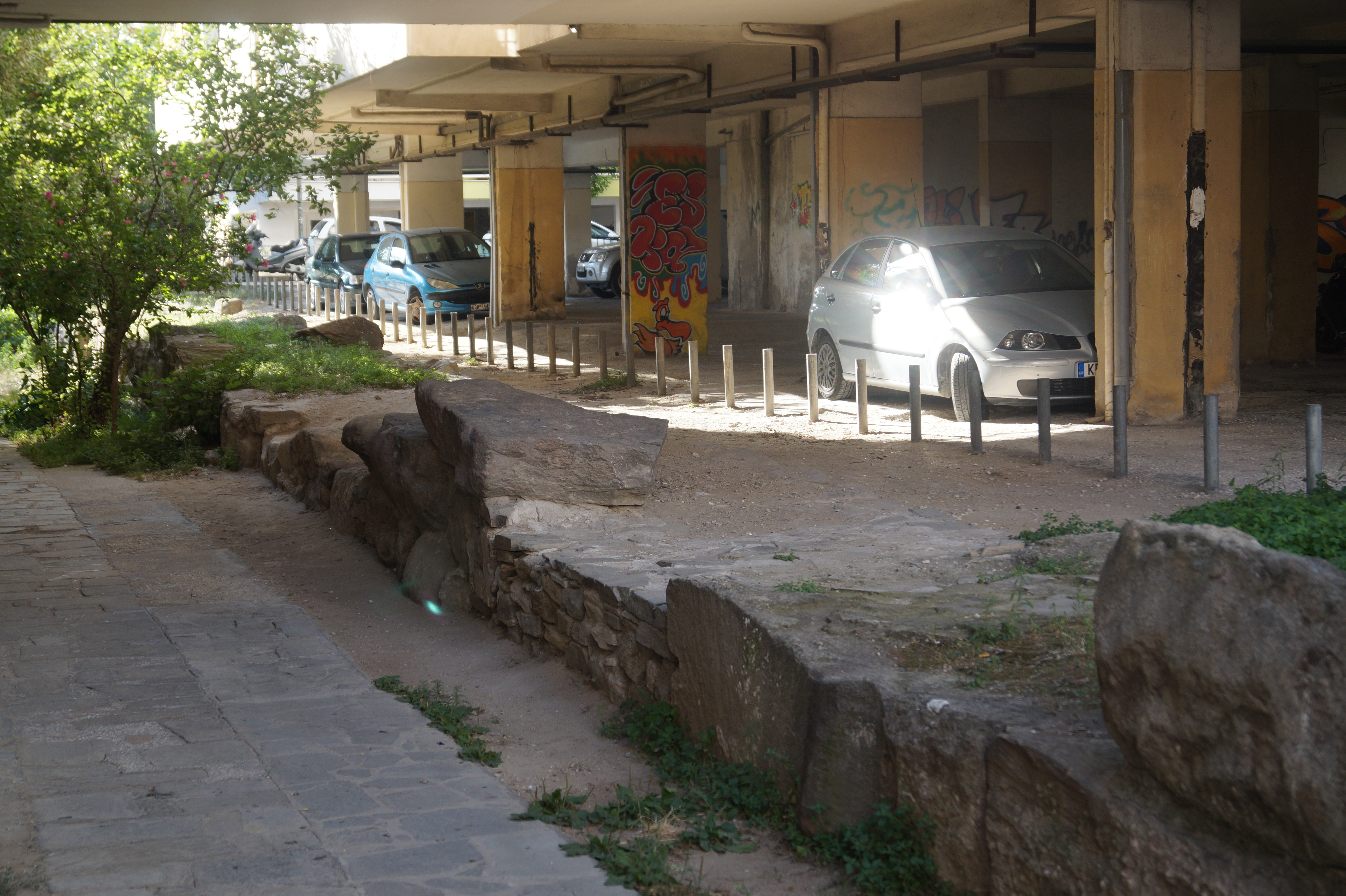
Mauern des antiken Antisara (5. Jahrhundert v. Chr.) zwischen Όδός Πρωτόπαπα (Odos Protopapa) und Όδός Τερμετζή (Odos Termetzi) an der Όδός Τενέδου (Odos Tenedou).

Antisara (altgriechisch Ἀντίσαρα, neugriechisch Αρχαία Αντισάρα) war eine antike Stadt im modernen griechischen Kalamitsa, einem Vorort von Kavala in Ostmakedonien.
Die Stadt lag auf einem Vorgebirge und hatte zu beiden Seiten Ankerplätze. Nach Stephanos von Byzanz war sie der Hafen der Region Daton. Sie wurde im 6. Jahrhundert v. Chr. von den Thasiern gegründet und entwickelte sich zu einem wichtigen Umschlagsort für Wein. Später war Antisara der Hafen der Stadt Philippi. Die Mauern, die zwischen den Wohnhäusern von Kalamitsa sichtbar sind, datieren ins 5. Jahrhundert v. Chr.

## Erforschung
F. B. Welch vermutete als erster, dass die Mauern bei Kalamitsa mit dem antiken Antisara zu identifizieren seien. Von 1935 bis 1937 wurde Antisara von Georgios Bakalakis ausgegraben. Er fand ein Asklepieion, das vom 6. bis zum 4. Jahrhundert v. Chr. in Betrieb war. Die älteste Keramik datiert ins 7. Jahrhundert v. Chr. Es handelt sich hauptsächlich um lokale subgeometrische Keramik, die durch den kykladischen Stil beeinflusst wurde. Ab 1969 wurden weitere Grabungen unter der Leitung von Chaido Koukouli-Chrysanthaki durchgeführt.